# Обстфеллер, Сигбьёрн

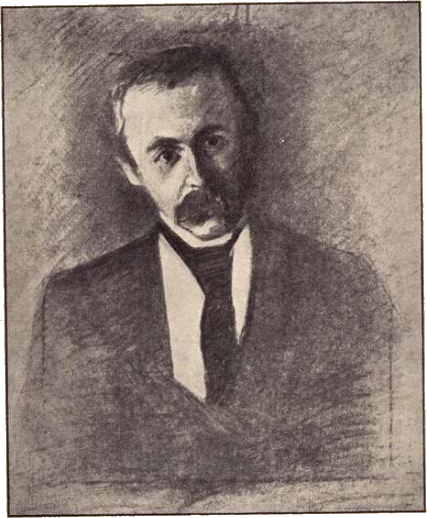
Ода Корг, Портрет Сигбьёрна Обстфеллера, 1900 год

Сигбьёрн Обстфеллер (норв. Sigbjørn Obstfelder; 21 ноября 1866, Ставангер — 29 июля 1900, Копенгаген) — норвежский писатель.
Обстфеллер более известен как поэт-модернист. Его первый сборник «Стихотворения» (Digte, 1893) является одним из ранних образцов норвежской литературы модернизма. Он пробовал себя и в жанре рассказа, а также писал пьесы. В его работах заметно сильное влияние французского реалиста Шарля Бодлера. Произведения Обстфеллера часто называют литературным аналогом картин Эдварда Мунка, который был его близким другом.
Всю жизнь Обстфеллер влачил нищенское существование, никогда подолгу не задерживаясь на одном месте. Умер от туберкулёза в Копенгагене в 1900 году и был погребён в день, когда родилась его дочь — единственный ребёнок Обстфеллера.

## Произведения
- 1892 — «Эстер» / Esther, пьеса
- 1893 — «Стихотворения» / Digte
- 1895 — «Два рассказа» / To novelletter
- 1896 — «Крест» / Korset, сборник рассказов
- 1897 — «Красные капли» / De røde dråber, пьеса
- 1900 — «Дневник священника» / En præsts dagbog (опубликован после смерти)
- 1903 — Незаконченные работы / Efterladte arbeider
- 1950 — Собрание сочинений / Samlede skrifter I—III (включает множество ранее неопубликованных материалов)